# Filozofia afrykańska
Filozofia afrykańska – filozofia, której istnienie jest uznawane w różnym stopniu przez różnych badaczy i filozofów. Według kenijskiego filozofa Henry'ego Odera Oruka wyróżnia się cztery kierunki w filozofii afrykańskiej: etnofilozofię, filozoficzną mądrość, filozofię nacjonalistyczno-ideologiczną i filozofię profesjonalną.
Kierunki wymieniane przez Oruka dotyczą filozofii rdzennych mieszkańców Afryki. Natomiast żyje i żyło wielu współczesnych filozofów afrykańskich, których status jako filozofów jest niezaprzeczalny. Należą do nich między innymi: Kwasi Wiredu, Kwame Anthony Appiah, Sophie Oluwole, Kwame Gyekye, Oshita O. Oshita, Lansana Keita, Peter Bodunrin czy Chukwudum B. Okolo.